# Liste der Nummer-eins-Hits in Italien (2024)
Diese Liste der Nummer-eins-Hits in Italien basiert auf den offiziellen Chartlisten der Federazione Industria Musicale Italiana (FIMI), der italienischen Landesgruppe der IFPI, im Jahr 2024. Berücksichtigt werden die Album- und die Singlecharts.

## Singles
| ← 2023 ← | Liste der Nummer-eins-Hits in Italien | Liste der Nummer-eins-Hits in Italien      | Liste der Nummer-eins-Hits in Italien | 2025 →                    |
| \| Zeitraum \| Wo. ges. \| Interpret \| Titel Autor(en) \| Zusätzliche Informationen \| \| (Zeitraum, Wochen auf Platz eins, Interpret, Titel, Autor[en], zusätzliche Informationen) \| \| \| \| \| \| ----------------------------------------------------------------------------------------- \| -------- \| ------------------------------------------ \| ---------------------------------------------------------------------------------------------------------------------------------------- \| ------------------------- \| \| 29. Dezember 2023 – 4. Januar 2024 1 Woche (insgesamt 4) \| 4 \| Massimo Pericolo feat. Emis Killa \| Moneylove Alessandro Raina, Alessandro Vanetti, Emiliano Rudolf Giambelli, Federica Abbate, Nicolas Di Benedetto \| – \| \| 5. Januar 2024 – 11. Januar 2024 1 Woche (insgesamt 6) \| 6 \| Takagi & Ketra feat. Shiva, Anna & Geolier \| Everyday Andrea Arrigoni, Fabio Clemente, Alessandro Merli, Emanuele Palumbo, Anna Pepe, Alberto Cotta Ramusino \| – \| \| 12. Januar 2024 – 25. Januar 2024 2 Wochen \| 2 \| Club Dogo & Marracash \| Nato per questo Cosimo Fini, Luigi Florio, Fabio Bartolo Rizzo, Francesco Vigorelli \| – \| \| 26. Januar 2024 – 1. Februar 2024 1 Woche \| 1 \| AVA feat. Capo Plaza & Tony Boy \| Moon Francesco Avallone, Luca D’Orso, Antonio Hueber \| – \| \| 2. Februar 2024 – 8. Februar 2024 1 Woche \| 1 \| Geolier \| I p’ me, tu p’ te Francesco D’Alessio, Paolo Antonacci, Emanuele Palumbo, Gennaro Petito, Davide Simonetta, Davide Totaro, Michele Zocca \| – \| \| 9. Februar 2024 – 29. Februar 2024 3 Wochen \| 3 \| Mahmood \| Tuta gold Jacopo Angelo Ettorre, Alessandro Mahmoud, Francesco Catitti \| – \| \| 1. März 2024 – 21. März 2024 3 Wochen \| 3 \| Lazza \| 100 messaggi Jacopo Lazzarini, Nicolò Pucciarmati, Diego Vincenzo Vettraino, Denis Lesjak & Guillermo Moreno Romero \| – \| \| 22. März 2024 – 28. März 2024 1 Woche (insgesamt 3) \| 3 \| Geolier & Ultimo \| L’ultima poesia Emanuele Palumbo, Niccolò Moriconi, Alessandro Merli, Fabio Clemente, Davide Petrella, Julien Boverod, Gennaro Petito \| – \| \| 29. März 2024 – 4. April 2024 1 Woche (insgesamt 6) \| 6 \| Rose Villain feat. Guè Pequeno \| Come un tuono Andrea Ferrara, Rosa Luini, Guè Pequeno, Giorgio Pesenti, Davide Petrella \| – \| \| 5. April 2024 – 18. April 2024 2 Wochen (insgesamt 3) \| 3 \| Geolier & Ultimo \| L’ultima poesia Emanuele Palumbo, Niccolò Moriconi, Alessandro Merli, Fabio Clemente, Davide Petrella, Julien Boverod, Gennaro Petito \| – \| \| 19. April 2024 – 23. Mai 2024 5 Wochen (insgesamt 6) \| 6 \| Rose Villain feat. Guè Pequeno \| Come un tuono Andrea Ferrara, Rosa Luini, Guè Pequeno, Giorgio Pesenti, Davide Petrella \| – \| \| 24. Mai 2024 – 30. Mai 2024 1 Woche \| 1 \| Tedua feat. Annalisa \| Beatrice Annalisa Scarrone, Federica Abbate, Francesca Calearo, Giorgio De Lauri, Luca Di Blasi, Mario Molinari \| – \| \| 31. Mai 2024 – 22. August 2024 12 Wochen \| 12 \| Tony Effe feat. Gaia \| Sesso e samba Davide Petrella, Nicolò Rapisarda, Stefano Tognini \| – \| \| 23. August 2024 – 5. September 2024 2 Wochen \| 2 \| Anna \| 30°C Anna Pepe, Nicolò Pucciarmati, Toto Beats, Arty \| – \| \| 6. September 2024 – 12. September 2024 1 Woche \| 1 \| Shiva feat. Kid Yugi \| Gotham Andrea Arrigoni, Gennaro Frenken, Dennis Atuahene Opoku, Luca Pace, Amritvir Singh, Francesco Stasi, Tigran \| – \| \| 13. September 2024 – 19. September 2024 1 Woche \| 1 \| Lazza & Laura Pausini \| Zeri in più (Locura) Jacopo Lazzarini, Diego Vincenzo Vettraino, José Luis Perales \| – \| \| 20. September 2024 – 26. September 2024 1 Woche \| 1 \| Lazza & Sfera Ebbasta \| Fentanyl Gionata Boschetti, Michael Hernandez, Jacopo Lazzarini, Nicolò Pucciarmati, Sean Turk, Diego Vincenzo Vettraino \| – \| \| 27. September 2024 – 14. November 2024 7 Wochen \| 7 \| Olly feat. Angelina Mango (prod. Jvli) \| Per due come noi Julien Boverod, Angelina Mango, Federico Olivieri \| – \| \| 15. November 2024 – 28. November 2024 2 Wochen (insgesamt 3) \| 3 \| Pinguini Tattici Nucleari \| Islanda Giorgio Pesenti, Marco Paganelli, Riccardo Zanotti \| – \| \| 29. November 2024 – 5. Dezember 2024 1 Woche \| 1 \| Cesare Cremonini \| Ora che non ho più te Cesare Cremonini, Davide Petrella \| – \| \| 6. Dezember 2024 – 12. Dezember 2024 1 Woche (insgesamt 3) \| 3 \| Pinguini Tattici Nucleari \| Islanda Giorgio Pesenti, Marco Paganelli, Riccardo Zanotti \| – \| \| 13. Dezember 2024 – 19. Dezember 2024 1 Woche \| 1 \| Marracash \| Gli sbandati hanno perso Fabio Bartolo Rizzo, Alessandro Pulga, Stefano Tognini \| – \| \| 20. Dezember 2024 – 26. Dezember 2024 1 Woche (insgesamt 7) \| 7 \| Mariah Carey \| All I Want for Christmas Is You Walter Afanasieff, Mariah Carey \| – \| \| 27. Dezember 2024 – 2. Januar 2025 1 Woche \| 1 \| Alfa \| Il filo rosso Andrea De Filippi, Emanuele Dabbono, Celo, Pietro Posani, Raffaele Trapasso, Tommycassi \| – \| |                                       |                                            | |                           |
| ← 2023 |                                       |                                            | | → 2025 →                  |
| Zeitraum | Wo. ges.                              | Interpret                                  | Titel Autor(en) | Zusätzliche Informationen |
| (Zeitraum, Wochen auf Platz eins, Interpret, Titel, Autor[en], zusätzliche Informationen) |                                       |                                            | |                           |
| 29. Dezember 2023 – 4. Januar 2024 1 Woche (insgesamt 4) | 4                                     | Massimo Pericolo feat. Emis Killa          | Moneylove Alessandro Raina, Alessandro Vanetti, Emiliano Rudolf Giambelli, Federica Abbate, Nicolas Di Benedetto                         | –                         |
| 5. Januar 2024 – 11. Januar 2024 1 Woche (insgesamt 6) | 6                                     | Takagi & Ketra feat. Shiva, Anna & Geolier | Everyday Andrea Arrigoni, Fabio Clemente, Alessandro Merli, Emanuele Palumbo, Anna Pepe, Alberto Cotta Ramusino                          | –                         |
| 12. Januar 2024 – 25. Januar 2024 2 Wochen | 2                                     | Club Dogo & Marracash                      | Nato per questo Cosimo Fini, Luigi Florio, Fabio Bartolo Rizzo, Francesco Vigorelli                                                      | –                         |
| 26. Januar 2024 – 1. Februar 2024 1 Woche | 1                                     | AVA feat. Capo Plaza & Tony Boy            | Moon Francesco Avallone, Luca D’Orso, Antonio Hueber                                                                                     | –                         |
| 2. Februar 2024 – 8. Februar 2024 1 Woche | 1                                     | Geolier                                    | I p’ me, tu p’ te Francesco D’Alessio, Paolo Antonacci, Emanuele Palumbo, Gennaro Petito, Davide Simonetta, Davide Totaro, Michele Zocca | –                         |
| 9. Februar 2024 – 29. Februar 2024 3 Wochen | 3                                     | Mahmood                                    | Tuta gold Jacopo Angelo Ettorre, Alessandro Mahmoud, Francesco Catitti                                                                   | –                         |
| 1. März 2024 – 21. März 2024 3 Wochen | 3                                     | Lazza                                      | 100 messaggi Jacopo Lazzarini, Nicolò Pucciarmati, Diego Vincenzo Vettraino, Denis Lesjak & Guillermo Moreno Romero                      | –                         |
| 22. März 2024 – 28. März 2024 1 Woche (insgesamt 3) | 3                                     | Geolier & Ultimo                           | L’ultima poesia Emanuele Palumbo, Niccolò Moriconi, Alessandro Merli, Fabio Clemente, Davide Petrella, Julien Boverod, Gennaro Petito    | –                         |
| 29. März 2024 – 4. April 2024 1 Woche (insgesamt 6) | 6                                     | Rose Villain feat. Guè Pequeno             | Come un tuono Andrea Ferrara, Rosa Luini, Guè Pequeno, Giorgio Pesenti, Davide Petrella                                                  | –                         |
| 5. April 2024 – 18. April 2024 2 Wochen (insgesamt 3) | 3                                     | Geolier & Ultimo                           | L’ultima poesia Emanuele Palumbo, Niccolò Moriconi, Alessandro Merli, Fabio Clemente, Davide Petrella, Julien Boverod, Gennaro Petito    | –                         |
| 19. April 2024 – 23. Mai 2024 5 Wochen (insgesamt 6) | 6                                     | Rose Villain feat. Guè Pequeno             | Come un tuono Andrea Ferrara, Rosa Luini, Guè Pequeno, Giorgio Pesenti, Davide Petrella                                                  | –                         |
| 24. Mai 2024 – 30. Mai 2024 1 Woche | 1                                     | Tedua feat. Annalisa                       | Beatrice Annalisa Scarrone, Federica Abbate, Francesca Calearo, Giorgio De Lauri, Luca Di Blasi, Mario Molinari                          | –                         |
| 31. Mai 2024 – 22. August 2024 12 Wochen | 12                                    | Tony Effe feat. Gaia                       | Sesso e samba Davide Petrella, Nicolò Rapisarda, Stefano Tognini                                                                         | –                         |
| 23. August 2024 – 5. September 2024 2 Wochen | 2                                     | Anna                                       | 30°C Anna Pepe, Nicolò Pucciarmati, Toto Beats, Arty                                                                                     | –                         |
| 6. September 2024 – 12. September 2024 1 Woche | 1                                     | Shiva feat. Kid Yugi                       | Gotham Andrea Arrigoni, Gennaro Frenken, Dennis Atuahene Opoku, Luca Pace, Amritvir Singh, Francesco Stasi, Tigran                       | –                         |
| 13. September 2024 – 19. September 2024 1 Woche | 1                                     | Lazza & Laura Pausini                      | Zeri in più (Locura) Jacopo Lazzarini, Diego Vincenzo Vettraino, José Luis Perales                                                       | –                         |
| 20. September 2024 – 26. September 2024 1 Woche | 1                                     | Lazza & Sfera Ebbasta                      | Fentanyl Gionata Boschetti, Michael Hernandez, Jacopo Lazzarini, Nicolò Pucciarmati, Sean Turk, Diego Vincenzo Vettraino                 | –                         |
| 27. September 2024 – 14. November 2024 7 Wochen | 7                                     | Olly feat. Angelina Mango (prod. Jvli)     | Per due come noi Julien Boverod, Angelina Mango, Federico Olivieri                                                                       | –                         |
| 15. November 2024 – 28. November 2024 2 Wochen (insgesamt 3) | 3                                     | Pinguini Tattici Nucleari                  | Islanda Giorgio Pesenti, Marco Paganelli, Riccardo Zanotti                                                                               | –                         |
| 29. November 2024 – 5. Dezember 2024 1 Woche | 1                                     | Cesare Cremonini                           | Ora che non ho più te Cesare Cremonini, Davide Petrella                                                                                  | –                         |
| 6. Dezember 2024 – 12. Dezember 2024 1 Woche (insgesamt 3) | 3                                     | Pinguini Tattici Nucleari                  | Islanda Giorgio Pesenti, Marco Paganelli, Riccardo Zanotti                                                                               | –                         |
| 13. Dezember 2024 – 19. Dezember 2024 1 Woche | 1                                     | Marracash                                  | Gli sbandati hanno perso Fabio Bartolo Rizzo, Alessandro Pulga, Stefano Tognini                                                          | –                         |
| 20. Dezember 2024 – 26. Dezember 2024 1 Woche (insgesamt 7) | 7                                     | Mariah Carey                               | All I Want for Christmas Is You Walter Afanasieff, Mariah Carey                                                                          | –                         |
| 27. Dezember 2024 – 2. Januar 2025 1 Woche | 1                                     | Alfa                                       | Il filo rosso Andrea De Filippi, Emanuele Dabbono, Celo, Pietro Posani, Raffaele Trapasso, Tommycassi                                    | –                         |

## Alben
| ← 2023 ← | Liste der Nummer-eins-Alben in Italien | Liste der Nummer-eins-Alben in Italien | Liste der Nummer-eins-Alben in Italien | 2025 →                                                                                           |
| \| Zeitraum \| Wo. ges. \| Interpret \| Titel \| Zusätzliche Informationen \| \| (Zeitraum, Wochen auf Platz eins, Interpret, Titel, zusätzliche Informationen) \| \| \| \| \| \| ------------------------------------------------------------------------------ \| -------- \| -------------------------- \| ----------------------------- \| ------------------------------------------------------------------------------------------------ \| \| 22. Dezember 2023 – 4. Januar 2024 2 Wochen (insgesamt 6) \| 6 \| Sfera Ebbasta \| X2VR \| – \| \| 5. Januar 2024 – 11. Januar 2024 1 Woche \| 1 \| Simba La Rue \| Tunnel \| – \| \| 12. Januar 2024 – 1. Februar 2024 3 Wochen \| 3 \| Club Dogo \| Club Dogo \| – \| \| 2. Februar 2024 – 8. Februar 2024 1 Woche (insgesamt 6) \| 6 \| Sfera Ebbasta \| X2VR \| – \| \| 9. Februar 2024 – 15. Februar 2024 1 Woche \| 1 \| (Verschiedene Interpreten) \| Sanremo 2024 \| – \| \| 16. Februar 2024 – 22. Februar 2024 1 Woche (insgesamt 2) \| 2 \| Mahmood \| Nei letti degli altri \| – \| \| 23. Februar 2024 – 29. Februar 2024 1 Woche \| 1 \| Tony Boy \| Nostalgia (Export) \| – \| \| 1. März 2024 – 7. März 2024 1 Woche \| 1 \| Kid Yugi \| I nomi del diavolo \| – \| \| 8. März 2024 – 14. März 2024 1 Woche (insgesamt 2) \| 2 \| Mahmood \| Nei letti degli altri \| – \| \| 15. März 2024 – 18. April 2024 5 Wochen \| 5 \| Tony Effe \| Icon \| – \| \| 19. April 2024 – 25. April 2024 1 Woche \| 1 \| Taylor Swift \| The Tortured Poets Department \| – \| \| 26. April 2024 – 2. Mai 2024 1 Woche \| 1 \| Baby Gang \| L’angelo del male \| – \| \| 3. Mai 2024 – 16. Mai 2024 2 Wochen \| 2 \| Capo Plaza \| Ferite \| – \| \| 17. Mai 2024 – 23. Mai 2024 1 Woche \| 1 \| Ultimo \| Altrove \| – \| \| 24. Mai 2024 – 30. Mai 2024 1 Woche (insgesamt 13) \| 13 \| Tedua \| La Divina Commedia \| Eines der erfolgreichsten Alben des Vorjahrs kehrt in einer Deluxe-Version an die Spitze zurück. \| \| 31. Mai 2024 – 6. Juni 2024 1 Woche \| 1 \| Angelina Mango \| Poké melodrama \| – \| \| 7. Juni 2024 – 27. Juni 2024 3 Wochen \| 3 \| Geolier \| Dio lo sa \| – \| \| 28. Juni 2024 – 29. August 2024 9 Wochen \| 9 \| Anna \| Vera Baddie \| – \| \| 30. August 2024 – 5. September 2024 1 Woche \| 1 \| Co’Sang \| Dinastia \| – \| \| 6. September 2024 – 19. September 2024 2 Wochen \| 2 \| Shiva \| Milano Angels \| – \| \| 20. September 2024 – 3. Oktober 2024 2 Wochen \| 2 \| Lazza \| Locura \| – \| \| 4. Oktober 2024 – 10. Oktober 2024 1 Woche \| 1 \| Coldplay \| Moon Music \| – \| \| 11. Oktober 2024 – 17. Oktober 2024 1 Woche \| 1 \| Night Skinny \| Containers \| – \| \| 18. Oktober 2024 – 24. Oktober 2024 1 Woche \| 1 \| Tananai \| Calmocobra \| – \| \| 25. Oktober 2024 – 31. Oktober 2024 1 Woche (insgesamt 8) \| 8 \| Olly \| Tutta vita \| – \| \| 1. November 2024 – 7. November 2024 1 Woche \| 1 \| Kid Yugi \| Tutti i nomi del diavolo \| – \| \| 8. November 2024 – 14. November 2024 1 Woche (insgesamt 8) \| 8 \| Olly \| Tutta vita \| – \| \| 15. November 2024 – 21. November 2024 1 Woche \| 1 \| Linkin Park \| From Zero \| – \| \| 22. November 2024 – 28. November 2024 1 Woche \| 1 \| Geolier \| Dio lo sa – Atto II \| – \| \| 29. November 2024 – 5. Dezember 2024 1 Woche \| 1 \| Cesare Cremonini \| Alaska Baby \| – \| \| 6. Dezember 2024 – 12. Dezember 2024 1 Woche \| 1 \| Pinguini Tattici Nucleari \| Hello World \| – \| \| 13. Dezember 2024 – 9. Januar 2025 4 Wochen \| 4 \| Marracash \| È finita la pace \| – \| |                                        |                                        |                                        |                                                                                                  |
| ← 2023 |                                        |                                        |                                        | → 2025 →                                                                                         |
| Zeitraum | Wo. ges.                               | Interpret                              | Titel                                  | Zusätzliche Informationen                                                                        |
| (Zeitraum, Wochen auf Platz eins, Interpret, Titel, zusätzliche Informationen) |                                        |                                        |                                        |                                                                                                  |
| 22. Dezember 2023 – 4. Januar 2024 2 Wochen (insgesamt 6) | 6                                      | Sfera Ebbasta                          | X2VR                                   | –                                                                                                |
| 5. Januar 2024 – 11. Januar 2024 1 Woche | 1                                      | Simba La Rue                           | Tunnel                                 | –                                                                                                |
| 12. Januar 2024 – 1. Februar 2024 3 Wochen | 3                                      | Club Dogo                              | Club Dogo                              | –                                                                                                |
| 2. Februar 2024 – 8. Februar 2024 1 Woche (insgesamt 6) | 6                                      | Sfera Ebbasta                          | X2VR                                   | –                                                                                                |
| 9. Februar 2024 – 15. Februar 2024 1 Woche | 1                                      | (Verschiedene Interpreten)             | Sanremo 2024                           | –                                                                                                |
| 16. Februar 2024 – 22. Februar 2024 1 Woche (insgesamt 2) | 2                                      | Mahmood                                | Nei letti degli altri                  | –                                                                                                |
| 23. Februar 2024 – 29. Februar 2024 1 Woche | 1                                      | Tony Boy                               | Nostalgia (Export)                     | –                                                                                                |
| 1. März 2024 – 7. März 2024 1 Woche | 1                                      | Kid Yugi                               | I nomi del diavolo                     | –                                                                                                |
| 8. März 2024 – 14. März 2024 1 Woche (insgesamt 2) | 2                                      | Mahmood                                | Nei letti degli altri                  | –                                                                                                |
| 15. März 2024 – 18. April 2024 5 Wochen | 5                                      | Tony Effe                              | Icon                                   | –                                                                                                |
| 19. April 2024 – 25. April 2024 1 Woche | 1                                      | Taylor Swift                           | The Tortured Poets Department          | –                                                                                                |
| 26. April 2024 – 2. Mai 2024 1 Woche | 1                                      | Baby Gang                              | L’angelo del male                      | –                                                                                                |
| 3. Mai 2024 – 16. Mai 2024 2 Wochen | 2                                      | Capo Plaza                             | Ferite                                 | –                                                                                                |
| 17. Mai 2024 – 23. Mai 2024 1 Woche | 1                                      | Ultimo                                 | Altrove                                | –                                                                                                |
| 24. Mai 2024 – 30. Mai 2024 1 Woche (insgesamt 13) | 13                                     | Tedua                                  | La Divina Commedia                     | Eines der erfolgreichsten Alben des Vorjahrs kehrt in einer Deluxe-Version an die Spitze zurück. |
| 31. Mai 2024 – 6. Juni 2024 1 Woche | 1                                      | Angelina Mango                         | Poké melodrama                         | –                                                                                                |
| 7. Juni 2024 – 27. Juni 2024 3 Wochen | 3                                      | Geolier                                | Dio lo sa                              | –                                                                                                |
| 28. Juni 2024 – 29. August 2024 9 Wochen | 9                                      | Anna                                   | Vera Baddie                            | –                                                                                                |
| 30. August 2024 – 5. September 2024 1 Woche | 1                                      | Co’Sang                                | Dinastia                               | –                                                                                                |
| 6. September 2024 – 19. September 2024 2 Wochen | 2                                      | Shiva                                  | Milano Angels                          | –                                                                                                |
| 20. September 2024 – 3. Oktober 2024 2 Wochen | 2                                      | Lazza                                  | Locura                                 | –                                                                                                |
| 4. Oktober 2024 – 10. Oktober 2024 1 Woche | 1                                      | Coldplay                               | Moon Music                             | –                                                                                                |
| 11. Oktober 2024 – 17. Oktober 2024 1 Woche | 1                                      | Night Skinny                           | Containers                             | –                                                                                                |
| 18. Oktober 2024 – 24. Oktober 2024 1 Woche | 1                                      | Tananai                                | Calmocobra                             | –                                                                                                |
| 25. Oktober 2024 – 31. Oktober 2024 1 Woche (insgesamt 8) | 8                                      | Olly                                   | Tutta vita                             | –                                                                                                |
| 1. November 2024 – 7. November 2024 1 Woche | 1                                      | Kid Yugi                               | Tutti i nomi del diavolo               | –                                                                                                |
| 8. November 2024 – 14. November 2024 1 Woche (insgesamt 8) | 8                                      | Olly                                   | Tutta vita                             | –                                                                                                |
| 15. November 2024 – 21. November 2024 1 Woche | 1                                      | Linkin Park                            | From Zero                              | –                                                                                                |
| 22. November 2024 – 28. November 2024 1 Woche | 1                                      | Geolier                                | Dio lo sa – Atto II                    | –                                                                                                |
| 29. November 2024 – 5. Dezember 2024 1 Woche | 1                                      | Cesare Cremonini                       | Alaska Baby                            | –                                                                                                |
| 6. Dezember 2024 – 12. Dezember 2024 1 Woche | 1                                      | Pinguini Tattici Nucleari              | Hello World                            | –                                                                                                |
| 13. Dezember 2024 – 9. Januar 2025 4 Wochen | 4                                      | Marracash                              | È finita la pace                       | –                                                                                                |

## Jahreshitparaden
Die Jahrescharts 2024 decken den Zeitraum vom 29. Dezember 2023 bis zum 26. Dezember 2024 ab. Ein weiteres Mal schafften es nur italienische Singles und Alben in die Top 10 der Jahreswertung, darunter fünf Lieder aus dem Sanremo-Festival 2024.

| ← 2023 ← | Liste der Jahres-Nummer-eins-Hits in Italien | Liste der Jahres-Nummer-eins-Hits in Italien | Liste der Jahres-Nummer-eins-Hits in Italien | 2025 →   |
| \| Singles \| Position# \| Alben \| \| ------------------------------------------------------------------------------------------------------------------------------------------------------ \| --------- \| --------------------------------------- \| \| Tuta gold Mahmood Jacopo Angelo Ettorre, Alessandro Mahmoud, Francesco Catitti \| 1 \| Icon Tony Effe \| \| Come un tuono Rose Villain feat. Guè Andrea Ferrara, Rosa Luini, Guè Pequeno, Giorgio Pesenti, Davide Petrella \| 2 \| Dio lo sa – Atto II Geolier \| \| I p’ me, tu p’ te Geolier Francesco D’Alessio, Paolo Antonacci, Emanuele Palumbo, Gennaro Petito, Davide Simonetta, Davide Totaro, Michele Zocca \| 3 \| Vera Baddie Anna \| \| Sinceramente Annalisa Annalisa Scarrone, Davide Simonetta, Paolo Antonacci, Stefano Tognini \| 4 \| Tutti i nomi del diavolo Kid Yugi \| \| 100 messaggi Lazza Jacopo Lazzarini, Nicolò Pucciarmati, Diego Vincenzo Vettraino, Denis Lesjak & Guillermo Moreno Romero \| 5 \| La Divina Commedia (Deluxe) Tedua \| \| Sesso e samba Tony Effe & Gaia Davide Petrella, Nicolò Rapisarda, Stefano Tognini \| 6 \| Locura Lazza \| \| L’ultima poesia Geolier & Ultimo Emanuele Palumbo, Niccolò Moriconi, Alessandro Merli, Fabio Clemente, Davide Petrella, Julien Boverod, Gennaro Petito \| 7 \| X2VR Sfera Ebbasta \| \| La noia Angelina Mango Angelina Mango, Madame, Dardust \| 8 \| Ferite (Deluxe Edition) Capo Plaza \| \| 30°C Anna Anna Pepe, Nicolò Pucciarmati, Toto Beats, Arty \| 9 \| E poi siamo finiti nel vortice Annalisa \| \| Click Boom! Rose Villain Rose Villain, Andrea Ferrara, Davide Petrella \| 10 \| Club Dogo \| |                                              |                                              |                                              |          |
| ← 2023 |                                              |                                              |                                              | → 2025 → |
| Singles | Position#                                    | Alben                                        |                                              |          |
| Tuta gold Mahmood Jacopo Angelo Ettorre, Alessandro Mahmoud, Francesco Catitti | 1                                            | Icon Tony Effe                               |                                              |          |
| Come un tuono Rose Villain feat. Guè Andrea Ferrara, Rosa Luini, Guè Pequeno, Giorgio Pesenti, Davide Petrella | 2                                            | Dio lo sa – Atto II Geolier                  |                                              |          |
| I p’ me, tu p’ te Geolier Francesco D’Alessio, Paolo Antonacci, Emanuele Palumbo, Gennaro Petito, Davide Simonetta, Davide Totaro, Michele Zocca | 3                                            | Vera Baddie Anna                             |                                              |          |
| Sinceramente Annalisa Annalisa Scarrone, Davide Simonetta, Paolo Antonacci, Stefano Tognini | 4                                            | Tutti i nomi del diavolo Kid Yugi            |                                              |          |
| 100 messaggi Lazza Jacopo Lazzarini, Nicolò Pucciarmati, Diego Vincenzo Vettraino, Denis Lesjak & Guillermo Moreno Romero | 5                                            | La Divina Commedia (Deluxe) Tedua            |                                              |          |
| Sesso e samba Tony Effe & Gaia Davide Petrella, Nicolò Rapisarda, Stefano Tognini | 6                                            | Locura Lazza                                 |                                              |          |
| L’ultima poesia Geolier & Ultimo Emanuele Palumbo, Niccolò Moriconi, Alessandro Merli, Fabio Clemente, Davide Petrella, Julien Boverod, Gennaro Petito | 7                                            | X2VR Sfera Ebbasta                           |                                              |          |
| La noia Angelina Mango Angelina Mango, Madame, Dardust | 8                                            | Ferite (Deluxe Edition) Capo Plaza           |                                              |          |
| 30°C Anna Anna Pepe, Nicolò Pucciarmati, Toto Beats, Arty | 9                                            | E poi siamo finiti nel vortice Annalisa      |                                              |          |
| Click Boom! Rose Villain Rose Villain, Andrea Ferrara, Davide Petrella | 10                                           | Club Dogo                                    |                                              |          |